# Eulonche arioch
Eulonche arioch là một loài bướm đêm trong họ Noctuidae.